# Ingrid Pahlmann
Ingrid Pahlmann (nascida em 1 de dezembro de 1957) é uma política alemã da União Democrata-Cristã (CDU) que serviu como membro do Bundestag pelo estado da Baixa Saxónia de 2013 a 2017 e novamente desde 2019.

## Carreira política
Pahlmann tornou-se membro do Bundestag novamente em 2019, representando o distrito de Gifhorn-Peine. É membro da Comissão de Família, Terceira Idade, Mulher e Juventude.

## Posições políticas
Em junho de 2017, Pahlmann votou contra a maioria do seu grupo parlamentar e a favor da introdução do casamento entre pessoas do mesmo sexo na Alemanha.